# Youcef Ou Kaci
Pour les articles homonymes, voir Kaci.
Youcef Ou Kaci (en kabyle : Yusef U Qasi) était un grand poète kabyle du XVIIe - XVIIIe siècle. Né dans les années 1680, appartenant à la tribu berbère des At Jennad dans un petit village qui se nomme Ait Gouaret Grande Kabylie, il est dans la tradition orale le plus ancien poète kabyle connu.
Il est l’auteur de nombreuses compositions poétiques, dont certains vers sont encore de nos jours cités faisant autorité. Voyageant à travers la Kabylie, il a également rapporté et commenté, comme témoins de son temps, portant un regard parfois manichéen, les péripéties de ces contemporains. De sa poésie transparaît donc la société kabyle de l’époque ; droits coutumiers, code de l’honneur, ou encore identité et guerre tribale.
Doué d’un large savoir oral, le poète, par la suite considéré comme figure sainte, portait le titre d’amusnaw, sage savant, et bénéficiait ainsi d'une large audience auprès de la population. Il pouvait donc notamment jouer le rôle d’intermédiaire dans divers conflits, et aurait ainsi permis de mettre fin au conflit tribal opposant les At Wasif aux At Yenni.
Youcef Ou Kaci serait mort dans la deuxième moitié du XVIIIe siècle. Son tombeau se trouve à Ait Gouaret (commune de Timizart, daïra de Ouaguenoun, wilaya de Tizi-Ouzou).